# جمعیت‌شناسی کویت

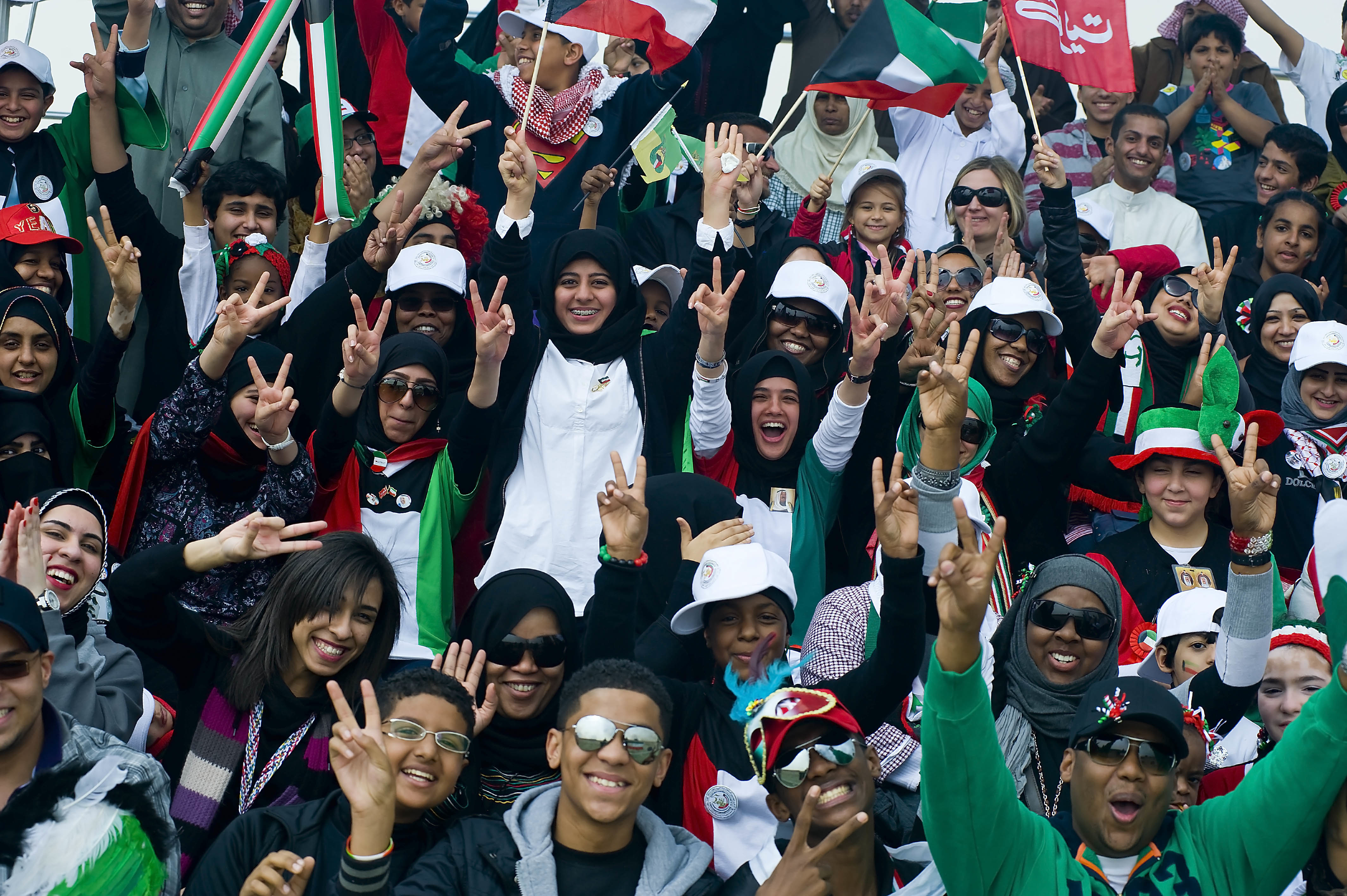
جوانان کویت که استقلال و آزادسازی کویت را جشن می‌گیرند، ۲۰۱۱

این مقاله در مورد ویژگی‌های جمعیت شناختی کویت است. (عربی: سکان الکویت)
حدود ۷۰ درصد جمعیت کشور کویت را مهاجران تشکیل می‌دهند. برای مردم کویت تعداد مهاجران که از اواسط دهه ۱۹۷۰ شروع شد یک مشکل اساسی است و در سال ۲۰۱۶ تعداد اخراج از کشور افزایش یافته‌است. کویت شش استان هاوالی، عاصمه (پایتخت)، فروانیه، جهرا، احمدی و مبارک الکبیر دارد. در این دوره زمانی به برخی از مهاجران کویتی تبعیت این کشور اعطا شده‌است.

## استان‌ها
کویت از شش استان تشکیل شده‌است: هاوالی، عاصمه، فروانیه، جهرا، احمدی و مبارک‌الکبیر. بیشتر جمعیت کشور در استان‌های هاوالی، عاصمه و فروانیه زندگی می‌کنند.

## پیشینه تاریخی جمعیتی
| سال سرشماری | کویت      | کویت |  | غیر کویتی | غیر کویتی |  | جمع       | تغییر دادن |
| سال سرشماری | عدد       | ٪    |  | عدد       | ٪         |  | عدد       | ٪          |
| ----------- | --------- | ---- |  | --------- | --------- |  | --------- | ---------- |
| 1975        | ۳۰۷٬۷۵۵   | ۳۰٫۹ |  | ۶۸۷٬۰۸۲   | ۶۹        |  | ۹۹۴٬۸۳۷   | -          |
| 1985        | ۴۷۰٬۴۷۳   | ۳۵   |  | ۱٬۲۲۶٬۸۲۸ | ۶۵        |  | ۱٬۶۹۷٬۳۰۱ | ۷۰٫۶       |
| 1995        | ۶۵۳٬۶۱۶   | ۴۱٫۵ |  | ۹۲۱٬۹۵۴   | ۵۸٫۵      |  | ۱٬۵۷۵٬۵۷۰ | -۷٫۲       |
| 2005        | ۸۶۰٬۳۲۴   | ۳۹٫۲ |  | ۱٬۳۳۳٬۳۲۷ | ۶۰٫۸      |  | ۲٬۱۹۳٬۶۵۱ | ۳۹٫۲       |
| 2011        | ۱٬۰۸۹٬۹۶۹ | ۳۶   |  | ۱٬۹۷۵٬۸۸۱ | ۶۴        |  | ۳٬۰۶۵٬۸۵۰ | ۳۹٫۸       |
| 2013        | ۱٬۴۰۳٬۹۶۲ | ۳۳   |  | ۲٬۲۹۱٬۳۵۴ | ۶۷        |  | ۳٬۶۹۵٬۳۱۶ | ۲۰         |

بزرگ‌ترین مشکل جمعیتی در کویت وجود طبقه ای از شهروند غیرقانونی است که بیش از ۱۰۰۰۰۰ نفر می‌شوند و خواهان تبعیت کویت اند که "بدون" نامیده می‌شوند. این گروه عمدتاً از اعراب عراق، سوریه و عربستان سعودی هستند که سالهاست به کویت مهاجرت کرده‌اند ولی هنوز دولت آنها را شهروند محسوب نمی‌کند. در سال ۲۰۱۳، قانونی به منظور اعطای تابعیت به تصویب رسید که به حدود ۴۰۰۰ نفر از این افراد به تبعیت کویت درآمدند. دولت کویت معتقد است که تنها یک سوم از این افراد واجدین شرایط دریافت تبعیت کشور هستند.

## آمار حیاتی

### تخمین‌های سازمان ملل
| دوره زمانی | زایمان زنده در هر سال | مرگ و میر در سال | تغییر طبیعی در هر سال | CBR* | CDR* | NC*  | TFR* | IMR* |
| ۱۹۵۰–۱۹۵۵ | ۸۰۰۰                  | ۲۰۰۰             | ۶۰۰۰                  | ۴۳٫۷ | ۱۲٫۳ | ۳۱٫۴ | ۷٫۲۱ | ۱۱۳  |
| ۱۹۵۵–۱۹۶۰ | ۹۰۰۰                  | ۲۰۰۰             | ۷۰۰۰                  | ۴۰٫۰ | ۹٫۶  | ۳۰٫۴ | ۷٫۲۱ | ۹۰   |
| ۱۹۶۰–۱۹۶۵ | ۱۶۰۰۰                 | ۳۰۰۰             | ۱۳۰۰۰                 | ۴۳٫۴ | ۷٫۶  | ۳۵٫۸ | ۷٫۳۱ | ۷۰   |
| ۱۹۶۵–۱۹۷۰ | ۳۰۰۰۰                 | ۴۰۰۰             | ۲۶۰۰۰                 | ۴۸٫۸ | ۶٫۳  | ۴۲٫۵ | ۷٫۴۱ | ۵۳   |
| ۱۹۷۰–۱۹۷۵ | ۴۳۰۰۰                 | ۵۰۰۰             | ۳۸۰۰۰                 | ۴۷٫۶ | ۵٫۲  | ۴۲٫۴ | ۶٫۹۰ | ۴۰   |
| ۱۹۷۵–۱۹۸۰ | ۴۹۰۰۰                 | ۵۰۰۰             | ۴۴۰۰۰                 | ۴۰٫۷ | ۴٫۲  | ۳۶٫۵ | ۵٫۸۹ | ۲۹   |
| ۱۹۸۰–۱۹۸۵ | ۵۸۰۰۰                 | ۵۰۰۰             | ۵۲۰۰۰                 | ۳۷٫۱ | ۳٫۴  | ۳۳٫۶ | ۵٫۱۰ | ۲۲   |
| ۱۹۸۵–۱۹۹۰ | ۵۱۰۰۰                 | ۵۰۰۰             | ۴۵۰۰۰                 | ۲۶٫۵ | ۲٫۸  | ۲۳٫۷ | ۳٫۳۴ | ۱۶   |
| ۱۹۹۰–۱۹۹۵ | ۳۳۰۰۰                 | ۵۰۰۰             | ۲۸۰۰۰                 | ۱۸٫۰ | ۲٫۷  | ۱۵٫۳ | ۲٫۲۰ | ۱۳   |
| ۲۰۰۰–۲۰۰۰ | ۴۳۰۰۰                 | ۵۰۰۰             | ۳۸۰۰۰                 | ۲۴٫۱ | ۳٫۰  | ۲۱٫۱ | ۲٫۹۳ | ۱۱   |
| ۲۰۰۰–۲۰۰۵ | ۳۹۰۰۰                 | ۶۰۰۰             | ۳۲۰۰۰                 | ۱۸٫۵ | ۳٫۱  | ۱۵٫۴ | ۲٫۲۴ | ۱۰   |
| ۲۰۰۵–۲۰۱۰ | ۴۷۰۰۰                 | ۸۰۰۰             | ۳۹۰۰۰                 | ۱۸٫۷ | ۳٫۱  | ۱۵٫۶ | ۲٫۳۲ | ۸    |
| *CBR= نرخ تولد (به ازای هر ۱۰۰۰) ؛CDR= میزان مرگ و میر (به ازای هر 1000) NC=تغییرطبیعی (در هر 1000) IMR=میزان مرگ و میر نوزادان در هر ۱۰۰۰ تولد TFR=میزان باروری کل (تعداد فرزندان از هر زن) |                       |                  |                       |      |      |      |      |      |

### ثبت ولادت و مرگ و میر[۶][۷]
|      | متوسط جمعیت (x 1000) | تولد زنده | مرگ‌ها | تغییر طبیعی | نرخ تولد (در ۱۰۰۰) | نرخ مرگ (در ۱۰۰۰) |
| ۱۹۶۱ | ۲۹۶                  | ۱۲۹۴۲     | ۲۵۰۴  | ۱۰۴۳۸       | ۴۳٫۷               | ۸٫۴               |
| ۱۹۶۲ | ۳۳۷                  | ۱۵۲۰۴     | ۲۱۸۰  | ۱۳۰۲۴       | ۴۵٫۱               | ۶٫۵               |
| ۱۹۶۳ | ۳۸۴                  | ۱۷۳۹۷     | ۲۱۳۹  | ۱۵۲۵۸       | ۴۵٫۴               | ۵٫۶               |
| ۱۹۶۴ | ۴۳۳                  | ۱۹۴۲۸     | ۲۶۱۸  | ۱۶۸۱۰       | ۴۴٫۸               | ۶٫۰               |
| ۱۹۶۵ | ۴۸۴                  | ۲۱۹۵۰     | ۲۴۵۴  | ۱۹۴۹۶       | ۴۵٫۳               | ۵٫۱               |
| ۱۹۶۶ | ۵۳۶                  | ۲۳۷۳۲     | ۲۸۱۳  | ۲۰۹۱۹       | ۴۴٫۳               | ۵٫۳               |
| ۱۹۶۷ | ۵۸۸                  | ۲۸۳۳۴     | ۳۱۱۱  | ۲۵۲۲۳       | ۴۸٫۲               | ۵٫۳               |
| ۱۹۶۸ | ۶۴۲                  | ۳۳۰۲۶     | ۳۳۴۶  | ۲۹۶۸۰       | ۵۱٫۵               | ۵٫۲               |
| ۱۹۶۹ | ۶۹۷                  | ۳۵۱۳۵     | ۳۳۷۸  | ۳۱۷۵۷       | ۵۰٫۴               | ۴٫۸               |
| ۱۹۷۰ | ۷۵۳                  | ۳۳۸۴۲     | ۳۷۳۵  | ۳۰۱۰۷       | ۴۴٫۹               | ۵٫۰               |
| ۱۹۷۱ | ۸۱۱                  | ۳۵۵۵۸     | ۳۸۳۲  | ۳۱۷۲۶       | ۴۳٫۸               | ۴٫۷               |
| ۱۹۷۲ | ۸۷۰                  | ۳۷۶۸۸     | ۴۱۴۹  | ۳۳۵۳۹       | ۴۳٫۳               | ۴٫۸               |
| ۱۹۷۳ | ۹۳۱                  | ۴۰۱۶۵     | ۴۶۰۱  | ۳۵۵۶۴       | ۴۳٫۲               | ۴٫۹               |
| ۱۹۷۴ | ۹۹۲                  | ۴۱۰۶۰     | ۴۶۹۳  | ۳۶۳۶۷       | ۴۱٫۴               | ۴٫۷               |
| ۱۹۷۵ | ۱۰۵۴                 | ۴۲۸۶۱     | ۴۷۷۸  | ۳۸۰۸۳       | ۴۰٫۷               | ۴٫۵               |
| ۱۹۷۶ | ۱۱۱۶                 | ۴۶۰۳۹     | ۴۶۶۱  | ۴۱۳۷۸       | ۴۱٫۳               | ۴٫۲               |
| ۱۹۷۷ | ۱۱۷۹                 | ۴۶۸۶۴     | ۵۳۶۵  | ۴۱۴۹۹       | ۳۹٫۸               | ۴٫۶               |
| ۱۹۷۸ | ۱۲۴۳                 | ۴۸۰۱۰     | ۴۹۳۶  | ۴۳۰۷۴       | ۳۸٫۶               | ۴٫۰               |
| ۱۹۷۹ | ۱۳۰۹                 | ۴۸۲۷۳     | ۵۰۲۸  | ۴۳۲۴۵       | ۳۶٫۹               | ۳٫۸               |
| ۱۹۸۰ | ۱۳۷۷                 | ۵۱۰۹۰     | ۴۹۳۲  | ۴۶۱۵۸       | ۳۷٫۱               | ۳٫۶               |
| ۱۹۸۱ | ۱۴۴۶                 | ۵۲۰۴۱     | ۴۶۷۸  | ۴۷۳۶۳       | ۳۶٫۰               | ۳٫۲               |
| ۱۹۸۲ | ۱۵۱۴                 | ۵۴۲۵۷     | ۴۹۹۲  | ۴۹۲۶۵       | ۳۵٫۸               | ۳٫۳               |
| ۱۹۸۳ | ۱۵۸۴                 | ۵۵۶۱۷     | ۴۶۵۴  | ۵۰۹۶۳       | ۳۵٫۱               | ۲٫۹               |
| ۱۹۸۴ | ۱۶۶۰                 | ۵۶۷۷۶     | ۴۵۴۴  | ۵۲۲۳۲       | ۳۴٫۲               | ۲٫۷               |
| ۱۹۸۵ | ۱۷۴۲                 | ۵۵۰۸۷     | ۴۷۱۱  | ۵۰۳۷۶       | ۳۱٫۶               | ۲٫۷               |
| ۱۹۸۶ | ۱۸۳۶                 | ۵۳۸۴۵     | ۴۳۹۰  | ۴۹۴۵۵       | ۲۹٫۳               | ۲٫۴               |
| ۱۹۸۷ | ۱۹۳۷                 | ۵۲۴۱۲     | ۴۱۱۳  | ۴۸۲۹۹       | ۲۷٫۱               | ۲٫۱               |
| ۱۹۸۸ | ۲۰۲۸                 | ۵۳۰۸۰     | ۴۵۸۱  | ۴۸۴۹۹       | ۲۶٫۲               | ۲٫۳               |
| ۱۹۸۹ | ۲۰۸۴                 | ۵۲۸۵۸     | ۴۶۲۸  | ۴۸۲۳۰       | ۲۵٫۴               | ۲٫۲               |
| ۱۹۹۰ | ۲۰۸۸                 |           |       |             |                    |                   |
| ۱۹۹۱ | ۲۰۳۱                 | ۲۰۶۰۹     | ۳۳۸۰  | ۱۷۲۲۹       | ۱۰٫۱               | ۱٫۷               |
| ۱۹۹۲ | ۱۹۲۴                 | ۳۴۸۱۷     | ۳۳۶۹  | ۳۱۴۴۸       | ۱۸٫۱               | ۱٫۸               |
| ۱۹۹۳ | ۱۷۹۶                 | ۳۷۳۷۹     | ۳۴۴۱  | ۳۳۹۳۸       | ۲۰٫۸               | ۱٫۹               |
| ۱۹۹۴ | ۱۶۸۸                 | ۳۸۸۶۸     | ۳۴۶۴  | ۳۵۴۰۴       | ۲۳٫۰               | ۲٫۱               |
| ۱۹۹۵ | ۱۶۲۸                 | ۴۱۱۶۹     | ۳۷۸۱  | ۳۷۳۸۸       | ۲۵٫۳               | ۲٫۳               |
| ۱۹۹۶ | ۱۶۲۸                 | ۴۴۶۲۰     | ۳۸۱۲  | ۴۰۸۰۸       | ۲۷٫۴               | ۲٫۳               |
| ۱۹۹۷ | ۱۶۷۹                 | ۴۲۸۱۵     | ۴۰۱۷  | ۳۸۷۹۸       | ۲۵٫۵               | ۲٫۴               |
| ۱۹۹۸ | ۱۷۶۴                 | ۴۱۴۲۴     | ۴۲۱۶  | ۳۷۲۰۸       | ۲۳٫۵               | ۲٫۴               |
| ۱۹۹۹ | ۱۸۵۷                 | ۴۱۱۳۵     | ۴۱۸۷  | ۳۶۹۴۸       | ۲۲٫۱               | ۲٫۳               |
| ۲۰۰۰ | ۱۹۴۱                 | ۴۱۸۴۳     | ۴۲۲۷  | ۳۷۶۱۶       | ۲۱٫۶               | ۲٫۲               |
| ۲۰۰۱ | ۲۰۱۰                 | ۴۱۳۴۲     | ۴۳۶۴  | ۳۶۹۷۸       | ۲۰٫۶               | ۲٫۲               |
| ۲۰۰۲ | ۲۰۷۰                 | ۴۳۴۹۰     | ۴۳۴۲  | ۳۹۱۴۸       | ۲۱٫۰               | ۲٫۱               |
| ۲۰۰۳ | ۲۱۲۷                 | ۴۳۹۸۲     | ۴۴۲۴  | ۳۹۵۵۸       | ۲۰٫۷               | ۲٫۱               |
| ۲۰۰۴ | ۲۱۸۹                 | ۴۷۲۷۴     | ۴۷۹۳  | ۴۲۴۸۱       | ۲۱٫۶               | ۲٫۲               |
| ۲۰۰۵ | ۲۲۶۴                 | ۵۰۹۴۱     | ۴۷۸۴  | ۴۶۱۵۷       | ۲۲٫۵               | ۲٫۱               |
| ۲۰۰۶ | ۲۳۵۱                 | ۵۲۷۵۹     | ۵۲۴۷  | ۴۷۵۱۲       | ۲۲٫۴               | ۲٫۲               |
| ۲۰۰۷ | ۲۴۴۸                 | ۵۳۵۸۷     | ۵۲۹۳  | ۴۸۲۹۴       | ۲۱٫۹               | ۲٫۲               |
| ۲۰۰۸ | ۲۵۴۸                 | ۵۴۵۷۱     | ۵۷۰۱  | ۴۸۸۷۰       | ۲۱٫۴               | ۲٫۲               |
| ۲۰۰۹ | ۲۷۷۸                 | ۵۶۵۰۳     | ۶۲۶۶  | ۵۰۲۳۷       | ۲۰٫۳               | ۲٫۳               |
| ۲۰۱۰ | ۲۹۳۳                 | ۵۷۵۳۳     | ۵۴۴۸  | ۵۲۰۸۵       | ۱۹٫۶               | ۱٫۹               |
| ۲۰۱۱ | ۳۰۹۹                 | ۵۸۱۹۸     | ۵۳۳۹  | ۵۲۸۵۹       | ۱۸٫۷               | ۱٫۷               |
| ۲۰۱۲ |                      | ۵۹۷۵۳     | ۵۹۵۰  | ۵۳۸۰۳       | ۱۸٫۴               | ۱٫۸               |
| ۲۰۱۳ |                      | ۵۹۴۲۶     | ۵۹۰۹  | ۵۳۵۱۷       | ۱۷٫۳               | ۱٫۷               |
| ۲۰۱۴ |                      | ۶۱۳۱۳     | ۶۰۳۱  | ۵۵۲۸۲       | ۱۶٫۳               | ۱٫۶               |
| ۲۰۱۵ |                      | ۵۹۲۷۱     | ۶۴۸۱  | ۵۲۷۹۰       | ۱۴٫۹               | ۱٫۶               |
| ۲۰۱۶ |                      | ۵۸۷۹۷     | ۶۳۳۸  | ۵۲۴۵۹       | ۱۴٫۴               | ۱٫۵               |
| ۲۰۱۷ |                      | ۵۹۱۷۲     | ۶۶۷۹  | ۵۲۴۹۳       | ۱۴٫۷               | ۱٫۷               |

### ساختار جمعیت[۸]
ساختار جمعیت (در تاریخ ۱۰٫۰۴٫۲۰۱۱) (سرشماری - موقت):
| گروه سنی | مرد     | زن      | مجموع   | %     |
| جمع کل   | ۱۷۳۸۳۷۲ | ۱۳۲۷۴۷۸ | ۳۰۶۵۸۵۰ | ۱۰۰   |
| ۰–۴      | ۱۳۸۶۸۸  | ۱۲۸۲۶۵  | ۲۶۶۹۵۳  | ۸٬۷۱  |
| ۵–۹      | ۱۱۶۲۷۸  | ۱۰۹۷۹۷  | ۲۲۶۰۷۵  | ۷٬۳۷  |
| ۱۰–۱۴    | ۱۰۴۰۳۴  | ۹۸۱۰۱   | ۲۰۲۱۳۵  | ۶٬۵۹  |
| ۱۵–۱۹    | ۹۶۱۳۱   | ۸۷۴۰۱   | ۱۸۳۵۳۲  | ۵٬۹۹  |
| ۲۰–۲۴    | ۱۳۲۶۶۱  | ۱۲۸۰۴۰  | ۲۶۰۷۰۱  | ۸٬۵۰  |
| ۲۵–۲۹    | ۲۱۹۴۳۱  | ۱۷۳۳۰۹  | ۳۹۲۷۴۰  | ۱۲٬۸۱ |
| ۳۰–۳۴    | ۲۴۹۹۴۵  | ۱۵۹۴۹۲  | ۴۰۹۴۳۷  | ۱۳٬۳۵ |
| ۳۵–۳۹    | ۲۰۱۴۶۰  | ۱۳۳۵۲۶  | ۳۳۴۹۸۶  | ۱۰٬۹۳ |
| ۴۰–۴۴    | ۱۷۰۷۶۲  | ۱۰۸۰۸۵  | ۲۷۸۸۴۷  | ۹٬۱۰  |
| ۴۵–۴۹    | ۱۲۱۶۱۰  | ۷۶۸۰۴   | ۱۹۸۴۱۴  | ۶٬۴۷  |
| ۵۰–۵۴    | ۸۳۰۲۲   | ۴۸۵۰۹   | ۱۳۱۵۳۱  | ۴٬۲۹  |
| ۵۵–۵۹    | ۴۹۸۲۱   | ۳۰۲۳۸   | ۸۰۰۵۹   | ۲٬۶۱  |
| ۶۰–۶۴    | ۲۵۲۶۲   | ۱۸۶۸۸   | ۴۳۹۵۰   | ۱٬۴۳  |
| ۶۵+      | ۲۹۲۶۷   | ۲۷۲۲۳   | ۵۶۴۹۰   | ۱٬۸۴  |

| گروه سنی | مرد     | زن     | جمع     | درصد  |
| -------- | ------- | ------ | ------- | ----- |
| 0-14     | 359000  | 336163 | 695163  | 22،۶۷ |
| 15-64    | 1350105 | 964092 | 2314197 | 75،۴۸ |
| 65+      | 29267   | 27223  | 56490   | 1،۸۴  |

### امید به زندگی
| دوره زمانی | امید به زندگی | دوره زمانی | امید به زندگی |
| ---------- | ------------- | ---------- | ------------- |
| ۱۹۵۰–۱۹۵۵  | ۵۳٫۶          | ۱۹۸۵–۱۹۹۰  | ۷۱٫۶          |
| ۱۹۵۵–۱۹۶۰  | ۵۸٫۳          | ۱۹۹۰–۱۹۹۵  | ۷۲٫۴          |
| ۱۹۶۰–۱۹۶۵  | ۶۲٫۰          | ۲۰۰۰–۱۰۰۰  | ۷۳٫۰          |
| ۱۹۶۵–۱۹۷۰  | ۶۴٫۹          | ۲۰۰۰–۲۰۰۵  | ۷۳٫۳          |
| ۱۹۷۰–۱۹۷۵  | ۶۷٫۱          | ۲۰۰۵–۲۰۱۰  | ۷۳٫۷          |
| ۱۹۷۵–۱۹۸۰  | ۶۸٫۷          | ۲۰۱۰–۲۰۱۵  | ۷۴٫۳          |
| ۱۹۸۰–۱۹۸۵  | ۷۰٫۳          |            |               |

منبع: چشم‌انداز جمعیت جهانی سازمان ملل

## آمار جمعیتی CIA World Factbook

هرم جمعیت ۲۰۱۷

آمار دموگرافیک زیر از کتاب CIA World Factory است.
ساختار سنی
- ۰ تا ۱۴ سال: ۲۵٫۸٪ (مرد ۳۴۸٫۸۱۶؛ زن ۳۲۱٫۵۶۵)
- ۱۵–۶۴ سال: ۷۲٫۲٪ (مرد ۱٬۱۵۳٬۴۳۳؛ زن ۷۲۰٬۳۹۲)
- ۶۵ سال و بالاتر: ۲٪ (مرد ۲۵٬۴۴۳؛ زن ۲۵٫۹۷۹) (تخمین سال ۲۰۱۱).)

نرخ رشد جمعیت
- ۱٫۹۸۶٪ (۲۰۱۱ تخمین)

نسبت جنسیت
- هنگام تولد: ۱٫۰۴۷ مرد / زن
- زیر ۱۵ سال: ۱٫۰۴ مرد / زن
- ۱۵–۶۴ سال: ۱٫۷۹ مرد / زن
- ۶۵ سال به بالا: ۱٫۶۵ مرد / زن
- کل جمعیت: ۱٫۵۴ مرد / زن (۲۰۱۱ تخمین زده می‌شود)

امید به زندگی در بدو تولد
- کل جمعیت: ۷۷٫۰۹ سال
- مرد: ۷۵٫۹۵ سال
- زن: ۷۸٫۳ سال (۲۰۱۱ نخمین)

میزان باروری کل
- ۲٫۶۴ کودک متولد شده / زن (۲۰۱۱ تخمین)

ملیت
- اسم: کویت(ها)
- صفت: کویتی

گروه‌های قومی)
- کویت ۲۸٪، سایر اعراب ۲۷٫۹٪، آسیایی (عمدتاً جنوب آسیا) ۳۷٫۸٪، ۱٫۹٪ آفریقایی‌تبار، ۱٫۱٪ دیگر (شامل اروپا، آمریکای شمالی، آمریکای جنوبی و استرالیا) (۲۰۱۳ تخمین).)

زبانها
- عربی (رسمی)
- انگلیسی یه صورت گسترده مورد استفاده قرار می‌گیرد

مذاهب
- مسلمان (رسمی) ۹۹٪
- مسیحی ۱٪
- سایر۰٫۲٪

سواد
- تعریف: سن ۱۵ سال به بالا می‌تواند بخواند و بنویسد
- کل جمعیت: ۹۴٪